# Буковина (Білгорайський повіт)
Буковина (пол. Bukowina, Буковіна) — село в Польщі, у гміні Біща Білґорайського повіту Люблінського воєводства. Населення — 979 осіб (2011).

## Історія
За даними етнографічної експедиції 1869—1870 років під керівництвом Павла Чубинського, у селі переважно проживали римо-католики, меншою мірою — греко-католики, які розмовляли українською мовою.
1943 року польські шовіністи вбили в селі 10 українців. Зі слів очевидця: «Відкрилось страшне видовище. Валялися трупи біля догораючих хат. Віра Левчук лежала з розпоротим животом, Йосип Дишник лежав біля хати, а ноги по коліна знаходились у вогні […]. Ніколи не забуду, як збожеволіла жінка черпала зі струмка воду черепом своєї дитини і поливала його тіло».
У 1975—1998 роках село належало до Замойського воєводства.

## Демографія
Демографічна структура станом на 31 березня 2011 року:
|          | Загалом | Допрацездатний вік | Працездатний вік | Постпрацездатний вік |
| -------- | ------- | ------------------ | ---------------- | -------------------- |
| Чоловіки | 489     | 97                 | 324              | 68                   |
| Жінки    | 490     | 79                 | 269              | 142                  |
| Разом    | 979     | 176                | 593              | 210                  |